# Jacob Jan
Jacob Jan (* 8. Januar 1604 bei Lübben; † 2. Juli 1671 in Torgau) war ein deutscher Mediziner und Leibarzt.

## Leben und Karriere

### Frühes Leben und Ausbildung
Geboren wurde Jacob Jan auf Schloss Neu Zauche in der Markgrafschaft Niederlausitz, etwa 15 km östlich von Lübben. Sein Vater Andreas Janus, Amtmann der Herrschaften Straubitz und Neu Zauche, starb ebenso wie seine Mutter Martha, eine Tochter des Lübbener Bürgermeisters Samuel Fickelscher, im Jahr 1613. Nach dem Privatunterricht und drei Jahren Schulzeit in Kamenz besuchte Jan das Gymnasium in Görlitz, bevor er sich am 11. Mai 1620 unter dem Namen „Jacob Janus Lubenensis“ in Wittenberg einschrieb. Dort erlangte er am 1. April 1623 den Grad eines Magisters und promovierte am 4. Dezember 1627 zum Doktor der Medizin. Zwischen diesen akademischen Graduierungen verstärkte Jan seine Lehrtätigkeit und führte 40 Disputationen durch.

### Dienst bei Hedwig von Dänemark
Jan wurde am 5. Januar 1627 von der Kurfürstinwitwe Hedwig von Dänemark als Leib- und Hofarzt nach Lichtenberg bei Torgau berufen. Diese Position übernahm er auf Empfehlung des Leibarztes Daniel Sennert und folgte damit Johann Wanckel und Andreas Lipius nach. Für seine Dienste erhielt Jan eine Vergütung von 150 Florin und übertragene Güter von der Kurfürstinwitwe.
Während Hedwigs Reisen nach Dänemark in den Jahren 1629 und 1631, um ihre Mutter, die dänische Königin Sophie, zu besuchen, begleitete Jan sie. Die Reisen dauerten jeweils bis ins folgende Jahr. Im Zuge dieser Dienste lernte Jan die bei ihrem Onkel lebende Dorothea Bussau kennen, die von der Kurfürstinwitwe in ihren Dienst genommen wurde. 1635 heiratete er Dorothea, deren Eltern der Jurist Paul Bussau und Dorothea Hübner waren.
Aufgrund der Pest zog der gesamte Hofstaat 1637 nach Freiberg ins Gebirge, wo keine Erkrankungen auftraten, was man der guten Luft zuschrieb. Jan erhielt die Erlaubnis, während dieser Zeit zu verreisen, und seine Reisen führten ihn durch Prag, Linz, Wien, Pressburg, Mähren nach Breslau und von dort zurück nach Freiberg.
1638 unternahm Jan eine weitere ausgedehnte Reise nach Neapel zusammen mit dem Hofmarschall Seyfried von Lüttichau, von der sie im Frühjahr 1639 zurückkehrten. Während dieser zweiten Reise verstarb seine erste Tochter Dorothea.

### Dienst bei König Christian IV. von Dänemark
Nach dem Tod der Kurfürstinwitwe Hedwig von Dänemark am 26. November 1641 wurde Jan in den Dienst ihres Bruders, des dänischen Königs Christian IV., übernommen. Die Familie zog 1642 nach Glücksburg in Holstein, wo Jan als Leibarzt des Königs tätig war.
Während der Friedensverhandlungen in Osnabrück wurde Jan vom König dorthin entsandt. Später musste er zur Behandlung des todkranken Kronprinzen Christian in das schwedische Nyköping reisen. Trotz Jans Bemühungen verschlechterte sich der Zustand des Kronprinzen, und auf Empfehlung der Mehrheit der Leibärzte – gegen Jans Rat – wurde der Kronprinz zur Kur nach Karlsbad und Eger geschickt. Auf dieser Reise verstarb der Kronprinz am 2. Juni 1647 in Gorbitz, einem heutigen Stadtteil von Dresden. Jan begleitete den Trauerzug zurück nach Dänemark zur Beisetzung des Kronprinzen.
Nach dem Tod König Christians IV. am 28. Februar 1648 diente Jan weiterhin unter dessen Nachfolger König Friedrich III. von Dänemark. 1650 erhielt er durch die Unterstützung der Witwe des verstorbenen Kronprinzen ein Kanonikat in Wieburg in Jütland. Während seine Frau und die jüngeren Kinder nach drei Jahren nach Sachsen zurückkehrten, reiste Jan jährlich nach Kopenhagen, um seine Dienste dem König anzubieten.

### Letzte Jahre
Im Jahr 1656 wurde Jacob Jan zusammen mit anderen Bediensteten auf Fünen von Schweden gefangen genommen. Nach seiner Freilassung kehrte er 1665 halbseitig gelähmt nach Torgau zurück, wo er die letzten sechs Jahre seines Lebens verbrachte. Er verstarb dort und wurde auch in Torgau begraben.

## Familie
Seine Ehefrau Dorothea Boussin überlebte ihn. Ihre Tochter, Hedwig Sophie, heiratete zunächst den Stadtrichter Mag. Donat Rollen und später den Arzt Dr. med. Tobias Altermann in Gera. Die Söhne von Jan wurden ins Ausland geschickt, um zu studieren oder um andere Lebensverhältnisse kennenzulernen. Sein Sohn Jacob Eugenio wurde Apotheker in Freiberg und diente von 1660 bis zum Tod seines Vaters in der kurfürstlichen Hofapotheke in Dresden. Ein weiterer Sohn, Christian Friedrich Jan, wurde zum Bürgermeister von Torgau gewählt.